# Мазоче
Мазоче су насељено мјесто у општини Фоча, Република Српска, БиХ. Према попису становништва из 2013. у насељу је живјело само 30 становника.

## Географија
Село Мазоче припада подручју општине Фоча. Смјештено је у подножју планине Плијеш са отвореним погледом на ријеку Дрину, планине Зеленгору, Вучево, Маглић, Малуш и многе друге планине које се налазе источно од Фоче према граници са Црном Гором. Мазоче је окружено селима Лисовићи, Драговине, Крчмићи и Пековићи. Пута повезаност са селом Мазоче је магистрални пут Фоча-Шћећан поље са којег се одвајају макадамски путеви према овом селу.
Становништво се углавном бави сточарством и пољопривредом,а томе погодују бројни извори питке воде. У љетном периоду становници села осим сеоских послова беру гљиве, шумско воће и љековите биље што им даје могућност за зараду.
Одлазак младих са села и трагање за бољим животом, затварање школе у Челик пољу, ратни период, оставили су село са претежно старијим становништвом којег је из године у годину све мање. Према подацима из јануара 2015. године у овом селу живи само 15 становника.

## Становништво
| Демографија | Демографија | Демографија |
| Година      | Становника  | Становника  |
| ----------- | ----------- | ----------- |
| 1971.       | 270         |             |
| 1981.       | 208         |             |
| 1991.       | 146         |             |
| 2013.       | 30          |             |